# Bidarakatte, Tumkur
Bidarakatte là một làng thuộc tehsil Tumkur, huyện Tumkur, bang Karnataka, Ấn Độ.